# All Day and All of the Night/I Gotta Move
All Day and All of the Night/I Gotta Move è il quarto singolo discografico del gruppo rock britannico The Kinks, pubblicato nel 1964. Raggiunse la seconda posizione nella Official Singles Chart e la settima negli Stati Uniti nel 1965. Il primo brano è stata anche la title track di un extended Play pubblicato in alcuni Paesi al di fuori della Gran Bretagna, dove invece venne inclusa nell'EP Kinksize Hits insieme al singolo di You Really Got Me.

## I brani
Come l'altro precedente successo della band, You Really Got Me, la canzone è strutturata su un semplice accordo discendente di chitarra elettrica, anche se il riff è leggermente più complicato, incorporando maggiori cambi di accordi. Tuttavia, entrambe le registrazioni si contraddistinguono per la struttura beat powerchord, con cori di sottofondo, le progressioni simili, gli assoli di chitarra, la potenza e l'immediatezza dell'insieme.
Per molti anni si vociferò che Jimmy Page avesse suonato l'assolo di chitarra nel brano; tuttavia, Ray Davies ha confermato invece di come sia stato Dave Davies a creare e suonare l'assolo, suonandolo accidentalmente più forte a causa di un altoparlante difettoso. Più probabilmente, Page potrebbe apparire nella B-side originale del singolo, I Gotta Move, suonando la chitarra acustica a 12 corde.

## Tracce

### Versione singolo
1. All Day and All of the Night – 2:17 (Ray Davies)
2. I Gotta Move – 2:16 (Ray Davies)

### Versione EP
Lato A
1. All Day and All of the Night
2. I'm a Lover Not a Fighter

Lato B
1. I Gotta Move
2. Long Tall Shorty

## Cover
- Gli Stranglers nel 1988, raggiungendo la posizione numero 7 nella UK Singles Chart.
- The Remains sul loro album A Session with The Remains.
- Evermore nel singolo Light Surrounding You.
- Andy Timmons, Paul Gilbert & Steve Vai per il 90th Anniversary Ibanez Concert.
- The Zodiacs (1965)
- Gary Lewis and the Playboys sul loro album This Diamond Ring.
- Los Matematicos in spagnolo con il titolo Deja Que Hablen (1964).
- Trooper (1979)
- Praying Mantis (1981)
- Skew Siskin nel loro album di debutto (1992)
- Quiet Riot sull'album Down to the Bone (1995)
- Cactus Jack (2002)
- Status Quo (2003)
- Flunk (2005)
- WaveGroup Sound (2007)
- Alvin and the Chipmunks (bonus track inserita nel videogame Alvin and the Chipmunks (2007)
- Metallica nel corso del Rock and Roll Hall of Fame Anniversary Show con Ray Davies alla voce.
- The Adolescents nel loro album live Return to the Black Hole.
- Jessica Harp nella colonna sonora del film Shanghai Knights.
- Tomoyasu Hotei sull'album di cover Modern Times Rock'N'Roll (2009).
- The Brilliant Green sul singolo Blue Daisy (2010)
- 2 Live Crew, fecero una parodia della canzone nella traccia One and One inclusa nell'album Move Somethin' del 1987.
- Zwan dal vivo.
- Pendang Boyy alias Mohd Hasrul Hassan dal vivo durante il suo tour in Malesia del 2007.
- Damn Handsome and the Birthday Suits su YouTube.
- Scorpions sull'album Comeblack (2011)
- Peter Gabriel dal vivo nel corso del 1977.
- BulletBoys sull'album Smooth Up in Ya: The Best of the Bulletboys.
- Kate Nash sull'EP del 2012 Death Proof.
- Gisele Bündchen come spot della catena di abbigliamento H&M nel 2013.

## Riferimenti nella cultura di massa
- All Day and All of the Night venne ripetutamente utilizzata negli spot pubblicitari della Jolly Rancher nel periodo 1996-1997.
- All Day and All of the Night venne inserita nella pubblicità televisiva delle caramelle Starburst nel 1998 e 1999.
- La versione di All Day and All of the Night dei Wavegroup Sound è stata inserita nel videogioco Guitar Hero: Aerosmith.
- Una versione dal vivo di All Day and All of the Night è stata inclusa nel videogame Battlefield Vietnam.
- All Day and All of the Night è stata usata durante i titoli di testa e coda del film The Boat That Rocked ed è anche stata usata nel trailer del film.
- Frequentemente è stato fatto notare come la canzone sia molto simile a Hello, I Love You dei Doors (incisa quattro anni dopo). Ray Davies spesso incorpora parti del testo del brano dei Doors nelle esecuzioni dal vivo di All Day and All of the Night.